# Miriam Cnop
Miriam Cnop (* 25. Dezember 1970 in Ixelles/Elsene, Belgien) ist eine belgische Forscherin und auf Diabetologie spezialisierte Ärztin. Sie ist Professorin für Medizin an der Université Libre de Bruxelles und klinische Direktorin der Endokrinologie-Abteilung der Erasmus-Klinik. Ihre Arbeiten fokussieren auf dem Diabetes 2-Typ, insbesondere auf Lipotoxizitätmechanismen unter Verwendung menschlicher pankreatischer Langerhans-Inseln, und menschlichen induzierten pluripotenten Stammzellen – abgeleiteten  β-Zellen. Sie ist assoziiertes Mitglied der Königlichen Akademie der Belgischen Medizin. 2013 wurde ihre Arbeit mit dem Oskar-Minkowski-Preis der European Association for the Study of Diabetes gewürdigt.

## Jugend und Ausbildung
Miriam Cnop besuchte das Athenäum von Tervuren und begann 1988 ein Medizinstudium an der Vrije Universiteit Brussel. 1995 graduierte sie mit einer Diplomarbeit über die Wirkungen von Lipiden auf pankreatische Betazellen unter der Aufsicht von Daniel Pipeleers und erhielt 2002 den Doktortitel an derselben Einrichtung. Cnop war Postdoktorandin an der University of Washington in Seattle, unter der Aufsicht von Steven Kahn. Sie leitet das Zentrum für Diabetesforschung der Université libre de Bruxelles (ULB) und ist Professorin und klinische Direktorin des Erasmus-Krankenhauses sowie Chargé de Cours/Assoziierte Professorin an der Medizinischen Fakultät der Freien Universität Brüssel. Seit Oktober 2019 ist sie Direktorin des UCDR.

## Forschung
Miriam Cnops Hauptforschungsthema ist das Versagen der Betazellen der Bauchspeicheldrüse in Typ-2-Diabetes und monogene Formen von Diabetes. Sie trug zum Nachweis der Lipotoxizität gesättigter Fettsäuren bei, welche Störungen der Betazellen und schließlich zu deren Absterben (Apoptose) bewirken. Ihr Team zeigte auf, dass die Bauchspeicheldrüse im Alter von 20 Jahren ihr Gesamtkapital an Betazellen erreicht, ab dann altern die Betazellen mit dem Körper und können durch Stoffwechselstress absterben.
Zu den monogenen Diabetesformen, die in ihrer Gruppe untersucht werden, gehören Erkrankungen, die durch Genmutationen ausgelöst werden, die bei der Belastung des endoplasmatischen Retikulums eine Rolle spielen, sowie bei der Mitochondrienfunktion oder bei einer gut funktionierenden tRNA. Ihr Team beschrieb die Auswirkungen von TRMT10A-Mangel bei Säugetieren, und hob dessen Rolle bei der Pathogenese der Mikrozephalie und des Frühanfalls von Diabetes hervor. Als erste zeigte sie einen Inkretinmangel bei einer bestimmten Art von Diabetes auf, der durch RFX6-Genmutationen verursacht wird. Diese monogenen Formen können unser Verständnis der komplexen Prozesse, die zu Typ-2-Diabetes führen, fördern.
Sie untersuchte ebenfalls den Zusammenhang zwischen der Friedreich-Ataxie und Diabetes, in Zusammenarbeit mit anderen Forschern der Université Libre de Bruxelles. Während man bisher davon ausging, dass diese Diabetesform aufgrund von Insulinresistenz existiert, zeigten sie auf, dass Betazell-Störungen und deren Absterben eine zentrale Rolle bei der Pathogenese von Diabetes für Patienten mit dieser erblichen Erkrankung spielen.
Sie beteiligt sich an zwei Initiativen der Europäischen Union betreffend Arzneimittel, INNODIA und Rhapsody, zu Typ-1- und Typ-2 Diabetes. Sie koordiniert auch das EU-Horizont-2020-Projekt T2DSystems, das auf die Entwicklung eines biomedizinischen Ansatzsystems zur Risiko-Identifizierung, Vorbeugung und Behandlung von Typ 2-Diabetes abzielt.

## Internationale Auszeichnungen
- „Rising Star“ der Europäischen Vereinigung für Diabetesforschung, 2005
- GB Morgagni Young Investigator Award, 2010
- Oskar-Minkowski-Preis der European Association for the Study of Diabetes, 2013
- Auguste-Loubatières-Preis der Französischen Diabetes-Gesellschaft, 2014